# Неделя моды в Москве
Неделя моды в Москве (англ. Moscow Fashion Week). Это событие в мире моды берёт своё начало с 1994 года. На протяжении 10 лет на неделе моды демонстрировалась одежда класса haute couture отечественных дизайнеров и мировых домов мод. Начиная с 2003 года Неделя моды в Москве проходит два раза в год, в конце марта (показы осень-зима) и в конце октября (показы весна-лето) и представляет одежду класса прет-а-порте́ (фр. prêt-à-porter). Задача Недели моды в Москве — способствовать развитию индустрии моды в России и представлять лучшие образцы мировой моды на подиуме.
Участниками Недели моды в Москве являются Валентин Юдашкин, Игорь Гуляев, Игорь Чапурин, Вячеслав Зайцев, Макс Черницов, Ольга Русан, Алёна Ахмадуллина, Сергей Ефремов, Элеонора Амосова, Сергей Сысоев, Татьяна Гордиенко и другие модельеры.
В период с 1999 по 2003 гг. в последний день Недели моды ее организаторы вручали премию «Золотой манекен», а в 2003 г. организаторами Недели моды была учреждена Межрегиональная общественная организация «Национальная Академия Индустрии Моды» (НАИМ) и далее уже вручалась премия «Золотое веретено».
В разные годы аккредитованными СМИ Недели моды в Москве выступали Fashion Collection, Melon Rich, Журнал «Богема» / La Boheme Magazine и многие другие.
В 2021 г. при поддержке Недели моды, Президентского фонда культурных инициатив, Российского государственного университета имени А. Н. Косыгина, Британской высшей школы дизайна, Фонда «Артэс» был проведён Всероссийский конкурс дизайнеров «Код моды», на который поступило более 1500 заявок из разных городов, проходивший в несколько этапов: сначала были отобраны ТОР-100 участников, а из них уже 10 финалистов и 3 победителя.